# Говоров, Евгений Васильевич
Евгений Васильевич Говоров (21 января 1867 — 20 июня 1916) — русский офицер, герой Первой мировой войны, кавалер ордена Святого Георгия 4-й и 3-й степеней, а также Георгиевского оружия.

## Биография
Православный.
Окончил военную прогимназию и Киевское пехотное юнкерское училище (1888), откуда выпущен подпоручиком в 47-й пехотный резервный кадровый батальон.
Чины: поручик (1892), штабс-капитан (1899), капитан (1900), подполковник (1913), полковник (1915), генерал-майор (1916, посмертно за боевые отличия).
Окончил Офицерскую стрелковую школу. На 1 января 1909 года и 1911 год — в 183-м пехотном резервном Пултуском полку.
4 ноября 1913 назначен командиром батальона Пултусского полка, с которым вступил в Первую мировую войну. 16 сентября 1915 занял должность командира полка. Был награждён орденом Святого Георгия 4-й степени, Георгиевским оружием, а также орденом Святого Георгия 3-й степени
За то, что в бою 20-го июня 1916 года у д. Кутовщина, командуя, в чине полковника, 183-м пехотным Пултусским полком, под сильнейшим огнём, прорвал трудно преодолимые искусственные преграды перед расположением противника, провел через них полк и после упорного боя овладел Кутовщинским лесом и окопами за ним, чем способствовал успеху всей 4б-й пехотной дивизии; продолжал наступление и, подавая пример беззаветного самоотвержения, бросился, во главе своих подчиненных, в атаку на 4-х орудийную неприятельскую батарею, батарея была взята, но он сам пал, сраженный вражеской пулей, запечатлев славной смертью содеянный геройский подвиг.
Посмертно произведен в генерал-майоры.

## Награды
- Орден Святой Анны 3-й ст. (1907);
- Орден Святого Станислава 2-й ст. (1910);
- Орден Святого Владимира 4-й ст. с мечами и бантом (ВП 01.1915);
- Орден Святого Георгия 4-й ст. (ВП 11.12.1915);
- Орден Святого Владимира 3-й ст. с мечами (ВП 19.03.1916);
- мечи и бант к ордену Святой Анны 3-й ст. (ВП 03.07.1916);
- Орден Святого Георгия 3-й ст. (ВП 10.11.1916);
- Георгиевское оружие (ВП 16.08.1916).